# 小河內站

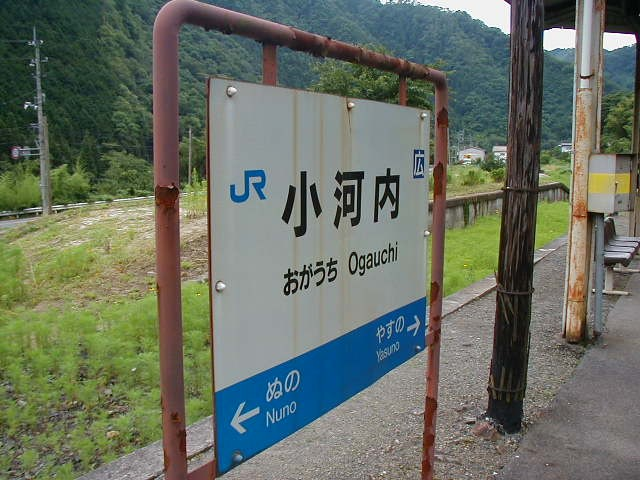
站牌

小河內站（日语：／ Ogauchi eki */?）是位於廣島縣廣島市安佐北區安佐町小河内，西日本旅客鐵道（JR西日本）可部線的鐵路車站（廢站）。
此站是可部線從廣島市中心出發中，最後一座特定都區市內的「廣島市內」車站。

## 歷史
- 1954年（昭和29年）3月30日：國鐵可部線布站至加計站開通，此站啟用[1]。當時為一般車站[1]。
- 1960年（昭和35年）4月1日：結束貨運業務（變為純客運車站）[1]。
- 1972年（昭和47年）9月1日：國鐵（→JR）把特定都區市內制度引入至廣島市，但是此站不是在「廣島市內」車站[2][注 1]。
- 1973年（昭和48年）5月1日：在國鐵（→JR）特定都區市內制度下，此站納入為「廣島市內」車站[3]。
- 1984年（昭和59年）2月1日：結束行李起卸業務[1]。
- 1985年（昭和60年）2月1日：成為無人車站[4]（簡易委託車站）。
- 1987年（昭和62年）4月1日：伴隨國鐵分割民營化，車站由西日本旅客鐵道（JR西日本）營運[1]。
- 2003年（平成15年）12月1日：車站廢除。

## 車站構造
此站是地面車站，原本設有1面2線的島式月台。在晩年，下行線（南邊）的路軌被撤走，變為單式月台。此站為無人車站。在月台南邊設有混凝土建造的站舍。在站舍和月台之間需要越過下行線路軌。

## 使用狀況
以下數據取自廣島市統計書和廣島市勢要覧：
| 年度               | 1日平均 乘車人次 | 年度 總數 | 定期票 總數 | 普通票 總數 |
| ------------------ | ---------------- | --------- | ----------- | ----------- |
| 1968年（昭和43年） | 196.9            | 143,757   | 126,176     | 17,581      |
| 1969年（昭和44年） | 171.1            | 124,891   | 109,354     | 15,537      |
| 1970年（昭和45年） | 165.0            | 120,433   | 104,372     | 16,061      |
| 1971年（昭和46年） | 145.1            | 106,186   | 92,512      | 13,674      |
| 1972年（昭和47年） | 133.0            | 97,107    | 83,018      | 14,089      |
| 1973年（昭和48年） | 132.4            | 96,678    | 77,444      | 19,234      |
| 1974年（昭和49年） | 131.5            | 96,018    | 74,896      | 21,132      |
| 1975年（昭和50年） | 123.5            | 90,378    | 66,032      | 24,346      |
| 1976年（昭和51年） | 116.1            | 84,735    | 61,302      | 23,433      |
| 1977年（昭和52年） | 107.8            | 78,681    | 55,340      | 23,341      |
| 1978年（昭和53年） | 106.8            | 77,982    | 54,860      | 23,122      |

以上1日平均乘車人次是假設乘車人次與下車人次相同。再把年度總數除以365（如果是閏年（1971・1975年）便是366）後，取自小數點第二位（四捨五入）。
| 年度                | 1日平均 乘車人次 |
| ------------------- | ---------------- |
| 1979年（昭和54年）  | 104              |
| 1980年（昭和55年）  | 109              |
| 1981年（昭和56年）  | 104              |
| 1982年（昭和57年）  | 101              |
| 1983年（昭和58年）  | 99               |
| 1984年（昭和59年）  | 87               |
| 1985年（昭和60年）  | 70               |
| 1986年（昭和61年）  | 69               |
| 1987年（昭和62年）  | 55               |
| 1988年（昭和63年）  | 50               |
| 1989年（平成 元年） | 56               |
| 1990年（平成02年）  | 55               |
| 1991年（平成03年）  | 45               |
| 1992年（平成04年）  | 41               |
| 1993年（平成05年）  | 39               |
| 1994年（平成06年）  | 40               |
| 1995年（平成07年）  | 36               |
| 1996年（平成08年）  | 39               |
| 1997年（平成09年）  | 34               |
| 1998年（平成10年）  | 23               |
| 1999年（平成11年）  | 26               |
| 2000年（平成12年）  | 27               |
| 2001年（平成13年）  | 25               |
| 2002年（平成14年）  | 22               |
| 2003年（平成15年）  | 20               |

## 車站周邊
站前設有廣場。車站南邊設有國道191號，在國道南邊為太田川。
在車站東邊設有野冠橋（廣島市道），連接對面岸的廣島市安佐北區安佐町久地。在車站附近還有宇賀水壩和宇賀峽。在車站與野冠橋之間，國道191號設有廣島縣道38號廣島豐平線分支，該縣道通往山縣郡豐平町（現時：北廣島町）。
- 廣電巴士（日语：広電バス）「小濱」巴士站

## 現狀
車站月台還存在，但路軌和站舍已撤走。在可部站方向靠近小河內川一方的路軌遺址建設了便利商店。

## 相鄰車站
西日本旅客鐵道（JR西日本）
可部線
布－小河內－安野

## 注腳

## 相關項目
- 日本鐵路車站列表 O